# 마지아 딘
마지아 딘(Margia Dean, 1922년 4월 7일~2023년 6월 23일)은 미국의 배우, 모델이다.
시카고에서 태어났다.

## 영화
- 시마론 상공의 습격(1958년)
- 쿼터매스 익스페리먼트(1955년)
- 슈퍼맨과 모울맨(1951년)
- 더 바론 오브 아리조나(1950년)
- 딕 트레이시 - 1950년 시리즈(1950년)
- 밴디트 퀸(1950년)
- 리빙 인 어 빅 웨이(1947년)